# 26年 (映画)
『26年』（原題：26년、英語題：26 Nyeon）は、2006年にカン・フルによってオンラインで連載された漫画を原作とする2012年の韓国映画。5人の一般人（射撃代表選手、ヤクザ、警察官、ビジネスマン、民間警備会社の社長）が、1980年5月に光州で起きた無実の市民の虐殺の責任者を暗殺するために団結するという架空の物語である。日本ではNetflix配信。

## あらすじ
この物語は、韓国の歴史の中で最も悲劇的で重大な出来事の1つを扱っている。1980年5月18日、光州市で、戒厳軍が民間人に向けて発砲することを命じられ、数千人が死傷した。この命令を下したのは全斗煥元大統領とされており、映画の中では名前が明示されていないが、暗殺の標的は明らかに全斗煥を意図している。全斗煥は1996年に光州事件に関連した虐殺で有罪判決を受けたが、後に金大中大統領によって恩赦された。
26年後の2006年、自分たちを大虐殺の最大の被害者であると考える5人の人間が、今では警察や警備員によって守られ、のうのうと暮らす責任者に謝罪を求め、その返答次第では暗殺して復讐を果たすという極秘プロジェクトを計画する。クォン・ジョンヒョクは大虐殺で家族を亡くした新米警官で、ターゲットが車両で移動する際の信号機の操作を担当している。クァク・ジンベは、父親を殺された犯罪組織の若きヤクザで、多くの子分に慕われている。その他、オリンピック射撃代表選手のシム・ミジン、業界最大手の民間警備会社の最高経営責任者（CEO）とその秘書などが関わっている。元大統領である"あの男"は、ソウルの富裕層で警察の保護下に置かれているが、それぞれの工夫と技術、そして適切な資金を投入することで、ターゲットを射程に引きずり込むことに成功する 。

## キャスト
- クァク・ジンベ - チン・グ：ヤクザ
- シム・ミジン - ハン・ヘジン：韓国射撃代表選手[7] [8]
- キム・ジュアン - ペ・スビン：キム・ガプセの秘書で息子
- クォン・ジョンヒョク - イム・スロン：新米警察官[9]
- キム・ガプセ - イ・ギョンヨン-：民間警備会社エクスカップの会長
- 「あの男」 - チャン・グァン：元大統領
- マ・サンニョル室長 - チョ・ドクチェ：「あの男」を警護するチームのトップ
- チェ係長 - キム・ウィソン：ジョンヒョクの上司
- アン・スホ - アン・ソクファン
- クァク・ジンベの母親 - イ・ミド
- キム・ミンジェ
- タク室長 - ミン・ボクキ
- ジン・グー - クァク・ジンベ(ヤクザ)
- ヨング：ジンベの子分
- ジョンソク：ジンベの子分
- パク刑事

## 製作
カン・フルのウェブトゥーンは、当時の独裁政権による残忍な弾圧を描いたもので、対人関係や社会の壁を乗り越えることに重点が置かれている 。
2008年、この映画は当初、イ・ヘヨンが自ら脚色した脚本「29 Years」をもとに監督し、リュ・スンバム、キム・アジュン、チン・グ、チョン・ホジン、ビョン・ヒボンが主役として出演することが決まっていた 。しかし、政治的に敏感な内容であることを理由に、撮影開始の10日前に投資家が出資を取りやめたことで、制作は中断し、保守的な政府から圧力がかかったという噂が広まった。
4年近くもの間、資金難で制作が滞っていたが、ネット上で15,000人から7億ウォン（646,000米ドル）の寄付が寄せられ、歌手のイ・スンファンが制作費46億ウォン（4,246,000米ドル）のうち10億ウォン（923,000米ドル）を寄付した。また、タレントのキム・ジェドンも出資している。このクラウドファンディングにより、2012年7月19日、新しいキャストと監督で、イ・ヘヨンの脚本の撮影を開始することができた 。撮影は2012年10月10日に終了した。映画のエンディングクレジットでは、15,000人の寄付者全員の名前が10分以上に渡って表示される。チョ・グニョン監督は映画の記者会見で、「人は何か大きな間違いを犯して他人を傷つけたとき、少なくとも謝るべきです。そして、たとえ謝らないことを選択したとしても、やったことに対して罰を受けるべきだと思います。これは常識であって、政治的な考えではありません」と述べた。

## 興行収入
本作は、公開後わずか1週間で1,108,714枚のチケットを販売し、興行収入のトップにデビューした 。12年12月中旬には観客数250万人を突破し、2013年1月には合計300万人に迫る勢いとなった。

## 賞とノミネート
2013百想芸術大賞
- ノミネート - 最高の新人俳優 - イム・スロン
- ノミネート - ベスト新監督 - チョ・グニョン

2013年釜日映画賞
- ノミネート - ベストアクター - チン・グ
- ノミネート - 最優秀助演男優賞 - チャン・グァン
- ノミネート - ベスト新監督 - チョ・グニョン

2013年青龍映画賞
- ノミネート - 最高の新人俳優 - イム・スロン

2014ゴールデンシネマフェスティバル
- 特別審査員賞 - チン・グ